# Добряни (Львівський район)
Добря́ни — село в Україні, у Львівському районі Львівської області розташоване на річці Вишенці. Орган місцевого самоврядування — Городоцька міська рада.
Перша письмова згадка про село датується 1437 роком.  

## Населення
За даними Всеукраїнського перепису населення 2001 року, у селі мешкало 987 осіб.

## Спорт
У селі діє футбольна команда «Ватра».

## Відомі люди
- Зелений Богдан — підстаршина Української галицької армії, член УВО та ОУН, голова Української стрілецької громади Канади.
- Йосиф Мілян — єпископ-помічник Київської архієпархії УГКЦ.
- Отець Богдан Степан Сенета народився 27 червня 1913 року у с. Яксманичі Перемишльського повіту у сім'ї пароха о. Богдана Сенети і Стефанії з Гайдукевичів.